# 滑石村
滑石村（なめいしむら）は、熊本県の北部、玉名郡にかつてあった村。

## 歴史
- 1889年4月1日 - 玉名郡滑石村、小浜村が合併し、滑石村が成立。
- 1954年4月1日 - 玉名町、玉名村、築山村、大浜町、豊水村、八嘉村、梅林村、小田村、石貫村、月瀬村、伊倉町と合併して玉名市となる。

## 村長
- 橋本二郎

## 学校
- 滑石村立滑石小学校